# Дайссвіль-бай-Мюнхенбухзее
Дайссвіль-бай-Мюнхенбухзее (нім. Deisswil bei Münchenbuchsee) — громада  в Швейцарії в кантоні Берн, адміністративний округ Берн-Міттельланд.

## Географія
Громада розташована на відстані близько 10 км на північ від Берна.
Дайссвіль-бай-Мюнхенбухзее має площу 2,2 км², з яких на 13,6% дозволяється будівництво (житлове та будівництво доріг), 60,7% використовуються в сільськогосподарських цілях, 25,7% зайнято лісами, 0% не є продуктивними (річки, льодовики або гори).

## Демографія
2019 року в громаді мешкало 91 особа (-5,2% порівняно з 2010 роком), іноземців було 2,2%. Густота населення становила 42 осіб/км².
За віковим діапазоном населення розподілялося таким чином: 9,9% — особи молодші 20 років, 71,4% — особи у віці 20—64 років, 18,7% — особи у віці 65 років та старші. Було 42 помешкань (у середньому 2,1 особи в помешканні).
Із загальної кількості 212 працюючих 17 було зайнятих в первинному секторі, 163 — в обробній промисловості, 32 — в галузі послуг.